# Le Secret de Khéops
Pour les articles homonymes, voir Khéops.
Pour plus de détails, voir Fiche technique et Distribution.
Le Secret de Khéops est un film français réalisé par Barbara Schulz et sorti en 2025.
Il s'agit du premier long métrage de la réalisatrice,.

## Synopsis
Durant des nouvelles fouilles archéologiques dans la ville du Caire, l'archéologue Christian Robinson est convaincu d'avoir découvert une mystérieuse inscription concernant le trésor du pharaon Khéops. Selon lui, il s'agit d'indices laissés par Dominique Vivant Denon, directeur de 1802 à 1815 du musée du Louvre. 
Accompagné de sa fille Isis et de son petit-fils Julien mais suivi de près par des gangsters et des policiers de l'OCBC, il part à la recherche du trésor en espérant accomplir la plus importante découverte archéologique du XXIe siècle.

## Fiche technique
Sauf indication contraire, les informations mentionnées dans cette section peuvent être confirmées par les bases de données cinématographiques IMDb, Allociné et Unifrance,  présentes dans la section « Liens externes ».
- Titre original : Le Secret de Khéops
- Réalisation : Barbara Schulz
- Scénario : Barbara Schulz et Christophe Turpin, en collaboration avec Jérôme Tonnerre
- Musique : Olivier Coursier et Audrey Ismaël
- Décors : Mila Preli
- Costumes : Ariane Viallet
- Photographie : Guillaume Schiffman
- Son : Samy Bardet et Nicolas Mas
- Montage : Francis Vesin
- Production : Pierre-Louis Arnal, Yves Darondeau, Thierry Desmichelle, Éric Geay, Rémi Jimenez et Emmanuel Priou
- Sociétés de production : Bonne Pioche et SND, en co-production avec M6 Films et Umedia
- Sociétés de distribution : SND (France) ; Athena Films (Belgique), Pathé Films AG (Suisse), TVA Films (Québec)
- Pays de production :  France
- Langue originale : français
- Format : couleur — Scope — son 5.1[4]
- Genre : aventure
- Durée : 97 minutes
- Dates de sortie :
  - France : 27 février 2025 (avant-première à Paris) ; 5 mars 2025 (sortie nationale)
  - Belgique : 5 mars 2025
  - Québec : 18 juillet 2025[5] Date sujette à modification

## Distribution
- Fabrice Luchini : Christian Robinson[6]
- Julia Piaton : Isis, fille de Christian[6]
- Gavril Dartevelle : Julien, fils d'Isis, petit-fils de Christian[6]
- Johann Dionnet : Guillaume, le compagnon d'Isis
- Camille Japy : Catherine Girod, la galeriste, amie de Christian
- Sam Louwyck : Markus Gasburger, le trafiquant mafieux
- Vincent Heneine : Farouk
- Meriem Serbah : Faïza Shahine
- Jean-Paul Bordes : André Pichard, le collègue de Guillaume au Louvre
- Marie Denarnaud : Élodie, la collègue archéologue d'Isis
- Léna Bréban : Camille Consolati
- Bellamine Abdelmalek : Moktar
- Jackie Berroyer : Charles Marguerite, le spécialiste de Dominique Vivant Denon
- Arié Elmaleh : Vincent, le supérieur d'Isis
- Romain Levi : Boris
- Marie-Pierre Nouveau : Micky
- Jean-Pierre Malo : le gardien de nuit
- Ariane Mourier : la chauffeur de taxi
- Éric Bougnon : le chef de chantier métro
- Marie Berto : la conférencière
- Jean Kinsella : la momie

## Production

### Développement et scénario

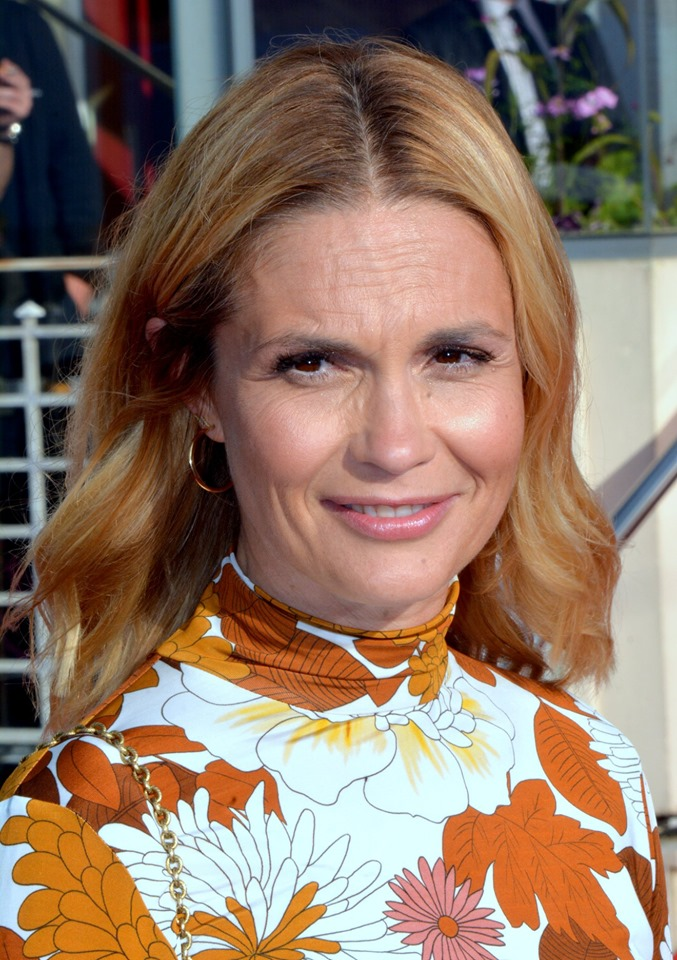
Barbara Schulz en 2019.

Mi-octobre 2022, l'actrice, Barbara Schulz, avoue être en plein développement de son premier long métrage depuis trois ans, avec des producteurs, Yves Darondeau et Éric Geay « qui [l]'accompagnent très bien » et un « co-scénariste merveilleux qui [la] coache super bien ».

« Après mon premier court métrage, Le Malheur des autres, en 2018, je n'avais qu'une envie : réaliser un long métrage. J'ai donc sorti de mes tiroirs toutes les idées de scénarios que j'y avais amassées, et je me suis souvenue du conseil que le producteur Jean-Louis Livi m'avait donné : « Un premier film doit être personnel ! » »

— Barbara Schulz
L'idée vient d'un article sur une momie appartenue à des membres de Napoléon Ier qui été retrouvée dans des poubelles et d'un documentaire sur la pyramide de Khéops, puis elle s'est posée la question : « Et si Bonaparte avait trouvé le trésor de Khéops pendant la campagne d'Égypte et l’avait ramené à Paris ? ». Elle, qui est fascinée par les histoires d'archéologie et d'Égypte antique, a choisi ce thème en forme de comédie d'aventure pour commencer à écrire le scénario pendant les premiers jours du « Grand confinement » :

« Pour les 70 ans de ma mère, je l'ai emmenée en croisière sur le Nil. Comme j'avais déjà ce film en tête, j'ai inondé notre guide de questions, pris des photos et écrit pendant la navigation, en me nourrissant d'articles comme celui qui retraçait les fouilles clandestines ayant provoqué un effondrement à Louxor. »

— Barbara Schulz
Elle a d'abord travaillé avec le scénariste, Christophe Turpin, pour le synopsis, avant de se collaborer dans les écritures avec un autre, Jérôme Tonnerre, pendant trois ans. Le scénario a été relu par des spécialistes, dont l'historien, David Chanteranne, pour la partie de Bonaparte et l’égyptologue, Jean-Guillaume Olette-Pelletier, pour la partie égyptienne. Ce dernier à qui l'auteure doit « la joute verbale des experts dans une des scènes finales », lui avait dit « Ce que vous avez inventé, je pense que c’est ce qui arrivé à Cléopâtre. Il est possible que sa momie soit sous la Bastille. ».
La réalisatrice y a également ajouté un thème sur la réconciliation entre un père et sa fille dans son film bien qu'elle ait perdu son père, en 2005, et le prend un hommage à son père, un aventurier :

« J'ai perdu mon père, il y a vingt ans, et j’en garde le sentiment qu'il ne m'a jamais vraiment vue ou connue. Il m'aimait, j'en suis certaine, mais on se comprenait très mal, on ne s'entendait pas très bien. Il est tombé malade et, en un sens, ça nous a permis de nous retrouver un peu. Avec ce film j'ai fabriqué la réconciliation que je n'ai pas complètement eue. »

— Barbara Schulz

### Attribution des rôles
|  |

Pour le rôle de Christian Robinson, en écrivant le scénario, Barbara Schulz a, du coup, pensé à l'acteur, Fabrice Luchini parce qu'elle avait vu en lui « un aventurier de la vie » en raison de sa façon d'« interpeler les gens en virevoltant entre les tables » dans un café et surtout de son côté d'« un obsessionnel du mot, qui explore le texte très en amont ».
Pour le rôle d'Isis, elle a, sans attendre, proposé à Julia Piaton qui « a un sens de la comédie digne de Diane Keaton ou de Katharine Hepburn, et une douceur lumineuse qui rappelle Meryl Streep ».

### Tournage
Le tournage débute le 14 mars 2024 à Paris, à commencer par la place de la Bastille, ainsi que le sous-sol de la colonne de Juillet,. Il se déroule aussi en région parisienne, au profit des châteaux de Gadancourt (Val-d'Oise) et de Grosbois (Val-de-Marne), entre autres. Il a également lieu au Maroc, notamment à Casablanca pour reconstituer Le Caire, et en Égypte, pour servir de la pyramide de Khéops.
Il prend fin au Caire, le 8 juin 2024.
| - Place de la Bastille - Château de Grosbois - Pyramide de Khéops |

### Musique
La musique du film est composée par Audrey Ismael et Olivier Coursier qui « savent installer un univers et possèdent une puissance rock », rassure la réalisatrice.
Liste de pistes
1. Le retour en Égypte (1:50)
2. Devant les pyramides (1:36)
3. Les cahiers d'Isis (0:42)
4. Markus (1:36)
5. Le Louvre (0:42)
6. Bingo à Monaco (0:58)
7. Voyage dans le temps (0:49)
8. Poppleton (1:06)
9. Cache-cache (3:05)
10. Catherine et Markus (2:18)
11. La Malmaison (1:43)
12. Exploration souterraine (2:00)
13. Le trésor (2:37)
14. Elle est pas perdue ta momie ! (1:04)
15. L'effondrement (1:38)
16. Les momies (2:48)
17. Fouilles clandestines (3:48)
18. La famille Robinson (1:34)

## Accueil

### Sorties et avant-première
Fin septembre 2024, Christophe Courtois, distributeur de SND, annonce la sortie du film, le 5 mars 2025. Fin janvier 2025, la bande-annonce est dévoilée.
L'avant-première a lieu dans la soirée du 27 février 2025 au cinéma Pathé Wepler, à Paris, en compagnie de la réalisatrice, Barbara Schulz, et les acteurs, Fabrice Luchini, Julia Piaton, entre autres.
Il sortira le 18 juillet 2025 au Québec.

### Accueil critique
Catherine Balle, pour le quotidien Le Parisien, décrit le film comme « une comédie divertissante », mais se montre plus nuancée dans sa critique en précisant qu'« au bout d’une heure […] le film part totalement en vrille. […] À la fin, on n’a plus qu’une envie : sortir de ce souterrain avec le trésor de Khéops… Ou même sans ». Il lui est attribué une note de 2.5⁄5.
Nathalie Chifflet, pour Le Dauphiné libéré, estime que le film oscille « entre comédie poussiéreuse et aventure mollassonne ».

### Box-office
Le Secret de Khéops, au jour de sa sortie, se classe au deuxième rang du box-office avec 20 455 entrées, dont 648 en avant-première, pour 536 copies en France : démarrage timide, comprenant 38 entrées en moyenne par copie.